# Cophixalus cryptotympanum
Cophixalus cryptotympanum és una espècie de granota que viu a Papua Nova Guinea.